# Modell für beschleunigte Ausfallzeiten
In der Medizinstatistik und dort insbesondere in der Überlebenszeitanalyse ist das Modell für beschleunigte Ausfallzeiten, auch Modell der beschleunigten Überlebenszeiten genannt ein parametrisches Modell, das durch logarithmische Transformation linearisiert werden kann und eine Alternative zum häufig verwendeten proportionalen Hazardmodell darstellt.

## Einführung in die Problemstellung
Es wird oft behauptet, dass ein Hundejahr sieben Menschenjahren entspricht. Seien {\displaystyle S_{M}(t)} und {\displaystyle S_{H}(t)} die Überlebensfunktionen für Menschen (M) und Hunde (H), und sei weiterhin angenommen, dass Hunde etwa 7-mal schneller altern als Menschen, dann gilt
{\displaystyle S_{H}(t)=S_{M}(7t)}.
Dabei wird der Faktor {\displaystyle \gamma =7} als Beschleunigungfaktor bezeichnet. Im Allgemeinen gilt
{\displaystyle S_{1}(t)=S_{2}(\gamma t)} bzw. {\displaystyle \gamma T_{1}=T_{2}}.
Hierbei bedeutet {\displaystyle \gamma >1} einen Vorteil und {\displaystyle \gamma <1} einen Nachteil bzgl. der Lebensdauer.

## Modelldarstellungen
Sei {\displaystyle T} die Zeit bis zum Eintritt eines Ereignisses (z. B. der Tod) und sei {\displaystyle \mathbf {Z} } ein Vektor von zeitkonstanten erklärenden Variablen. Das Modell der beschleunigten Überlebenszeiten besagt, dass die Überlebensfunktion eines Individuums mit dem Vektor der erklärenden Variablen {\displaystyle \mathbf {Z} } zum Zeitpunkt {\displaystyle t} dieselbe ist wie die Überlebensfunktion eines Individuums mit einer Basisüberlebensfunktion zum Zeitpunkt {\displaystyle t\cdot \exp({\boldsymbol {\theta }}^{\top }\mathbf {Z} )}, wobei {\displaystyle {\boldsymbol {\theta }}^{\top }=(\theta _{1},\theta _{2},\ldots ,\theta _{k})} ein Vektor von Regressionsparametern ist. Anders ausgedrückt ist das Modell der beschleunigten (verzögerten) Überlebenszeiten gegeben durch die Beziehung
{\displaystyle S(t\mid \mathbf {Z} )=S_{0}(\exp({\boldsymbol {\theta }}^{\top }\mathbf {Z} )t),\quad \mathrm {f{\ddot {u}}r\;} {\text{alle}}\;t}.
Der Faktor {\displaystyle \exp({\boldsymbol {\theta }}^{\top }\mathbf {Z} )} wird Beschleunigungfaktor genannt und gibt dem Anwender Auskunft darüber, wie eine Änderung in der erklärenden Variablen die Zeitskala in Bezug zur Basiszeitskala ändert. Eine Implikation dieses Modells ist, dass die Hazardrate für eine Person mit dem Vektor der erklärenden Variablen {\displaystyle \mathbf {Z} } mit einer Hazardrate in Beziehung zur Basis-Hazardrate steht durch
{\displaystyle h(t\mid \mathbf {Z} )=\exp({\boldsymbol {\theta }}^{\top }\mathbf {Z} )h_{0}(\exp({\boldsymbol {\theta }}^{\top }\mathbf {Z} )t),\quad \mathrm {f{\ddot {u}}r\;} {\text{alle}}\;t}.
Eine weitere Implikation ist, dass die mediane Überlebenszeit mit dem Vektor der erklärenden Variablen {\displaystyle \mathbf {Z} } gleich der medianen Basis-Überlebenszeit dividiert durch den Beschleunigungfaktor ist.
Die zweite Darstellung der Beziehung zwischen den Werten der erklärenden Variablen und Überlebenszeit ist die lineare Beziehung zwischen der logarithmischen Überlebenszeit und den Werten der erklärenden Variablen. Hier geht man von dem folgenden loglinearen Ansatz aus:
{\displaystyle Y=\log(T)={\boldsymbol {\mu }}+{\boldsymbol {\gamma }}^{\top }\mathbf {Z} +\sigma W},
wobei {\displaystyle {\boldsymbol {\gamma }}^{\top }=(\gamma _{1},\gamma _{2},\ldots ,\gamma _{k})} ein Vektor von Regressionsparametern ist und {\displaystyle W} die Verteilung der Störgröße darstellt.